# Stea quark
O stea quark este un tip de stea ipotetică exotică compusă din materie quark, sau materie stranie. Acestea sunt faze super-dense ale materiei degenerate despre care se teoretizează că ar forma interiorul stelelor neutronice deosebit de masive.
Este teoretizat că atunci când materia degenerată de neutroni ce alcătuiește o stea neutronică este pusă sub presiune suficientă datorată gravității stelei, neutronii individuali se descompun în subparticulele componente: quarcii. Unii dintre aceștia ar putea deveni mai ciudați și ar putea da naștere unei materii necunoscute. Apoi, steaua este cunoscută sub denumirea de stea quark sau stea stranie. 